# الانقطاع عن التعليم المدرسي

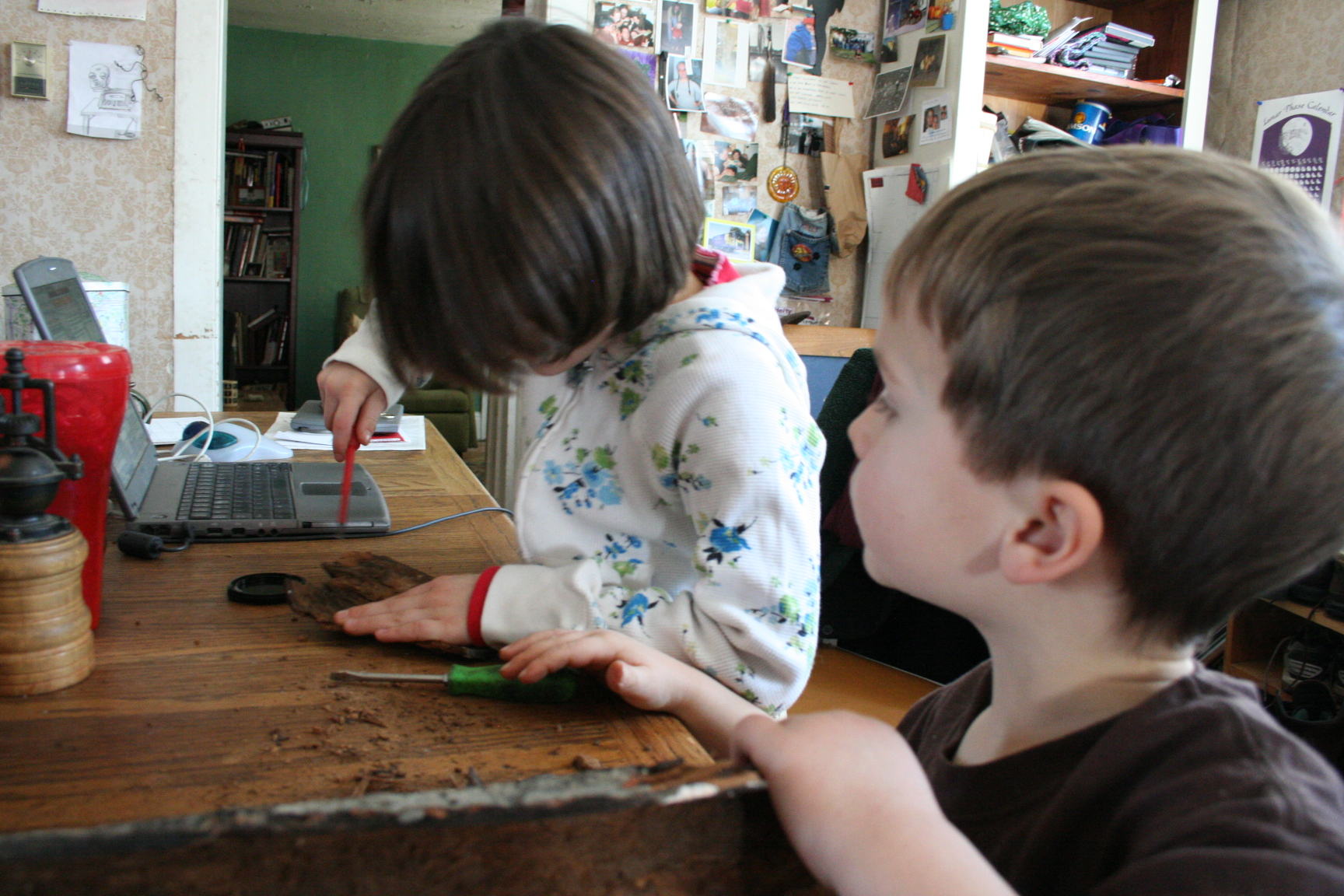
الانقطاع عن التعليم المدرسي

إن مصطلح الانقطاع عن التعليم المدرسي، وهو مصطلح اخترعه إيڤان إيليتش، هو التحول من التعليم المدرسي التقليدي المقدم من الحكومة إلى طريقة تعلم أقل تقييداً تركز على أن يتعلم المرء على أساس الفضول الطبيعي.

## نظرة عامة
ويعود الفضل في طريقة الانقطاع عن المدرسة أساسا إلى إيفان إيليتش، الذي رأى أن الأطفال الذين تلقوا التعليم التقليدي يحتاجون إلى إعادة بناء، وأعرب عن اعتقاده بأن المدارس تحتوي على «منهج خفي» يجعل التعلم موافقا للصفوف الدراسية والاعتماد بدلا من المهارات الهامة. يعتقد إيليتش أن المدرسة الحديثة تقوم على أساس يركز على نمو المدارس كنظام صناعي.
وقد أبلغ السيد إيليتش بأن النظام المدرسي شكل صناعة سمية متخصصة في ما ينبغي أن تكون الأسر قادرة على تكوينه، ألا وهو التعليم. وفقًا لـ (إيليش)، فإن المدارس توائم النجاح على الورق مع التفوق الأكاديمي، فقد افترض أن المدارس والصفوف والشهادات تعطي افتراضات زائفة مفادها أن الطلاب أصبحوا ملمين بمفهوم تعليمي معين.
كان جون هولت مربيا يؤمن أيضا بالانقطاع عن التعليم. وكانت افكاره تنسجم تماما مع إيليتش لأنه لم يكن أحد مقتنعا ان المدرسة هي المكان الذي يعلّم التلاميذ كل ما يحتاجون إلى معرفته. وعوضاً عن ذلك، أفادوا بأن المدرسة ليست السبيل الوحيد للتعلم لأن الطلاب يتعلمون باستمرار من خلال جوانب أخرى، مثل التعرض لعالم الطبيعة، ونتيجة لذلك، رأى إليتش وهولت أن المدارس غير كافية بسبب تركيزها على «التدريب على المهارات» بشكل صارم بدلا من أساليب التعلم الأخرى. إضافة إلى ذلك، رأى منظِّرو الانقطاع عن المدرسة أن التعليم يحافظ على النظام الاجتماعي. لذلك أرادوا «التنديد باحتكار مؤسسات التعليم التقليدية للتعليم والتعلم».
المجتمع غير المدرسي/المنقطع عن التعليم لا يعني «التخلي عن التعليم» تجاهل التعلم أو الدراسة في المدارس. والواقع أن صورة إيليتش وهولت للمجتمع غير المدرسي من شأنها أن تضمن لكل شخص أو لأطفاله الخيار في الالتحاق بالمدارس. فبدلا من إجبارهم على الذهاب إلى المدرسة، أو إجراء اختبار قبل الالتحاق بالمدرسة، أو حرمانهم من فرصة تعلم موضوع ما، سيكون للناس حرية اختيار طريقة تعلمهم.  يقول جون هولت، أحد انصار التعليم غير المدرسي: «المجتمع المنقطع عن الدراسة هو مجتمع يتاح فيه لكل شخص أكبر حرية ممكنة لاختيار ما يريد تعلمه، سواء في المدرسة أو بطريقة مختلفة كليا». وفي وقت لاحق، بدأ هولت يستعمل عبارة «عدم الالتحاق بالمدارس» لكي تشمل نظام معتقداته التعليمية. (المراجع، ويكيبيديا، جون هولت (مربي) وغير مدرسي، وكتاب جون هولت: «النمو من غير تعليم»).